# Register Cliff

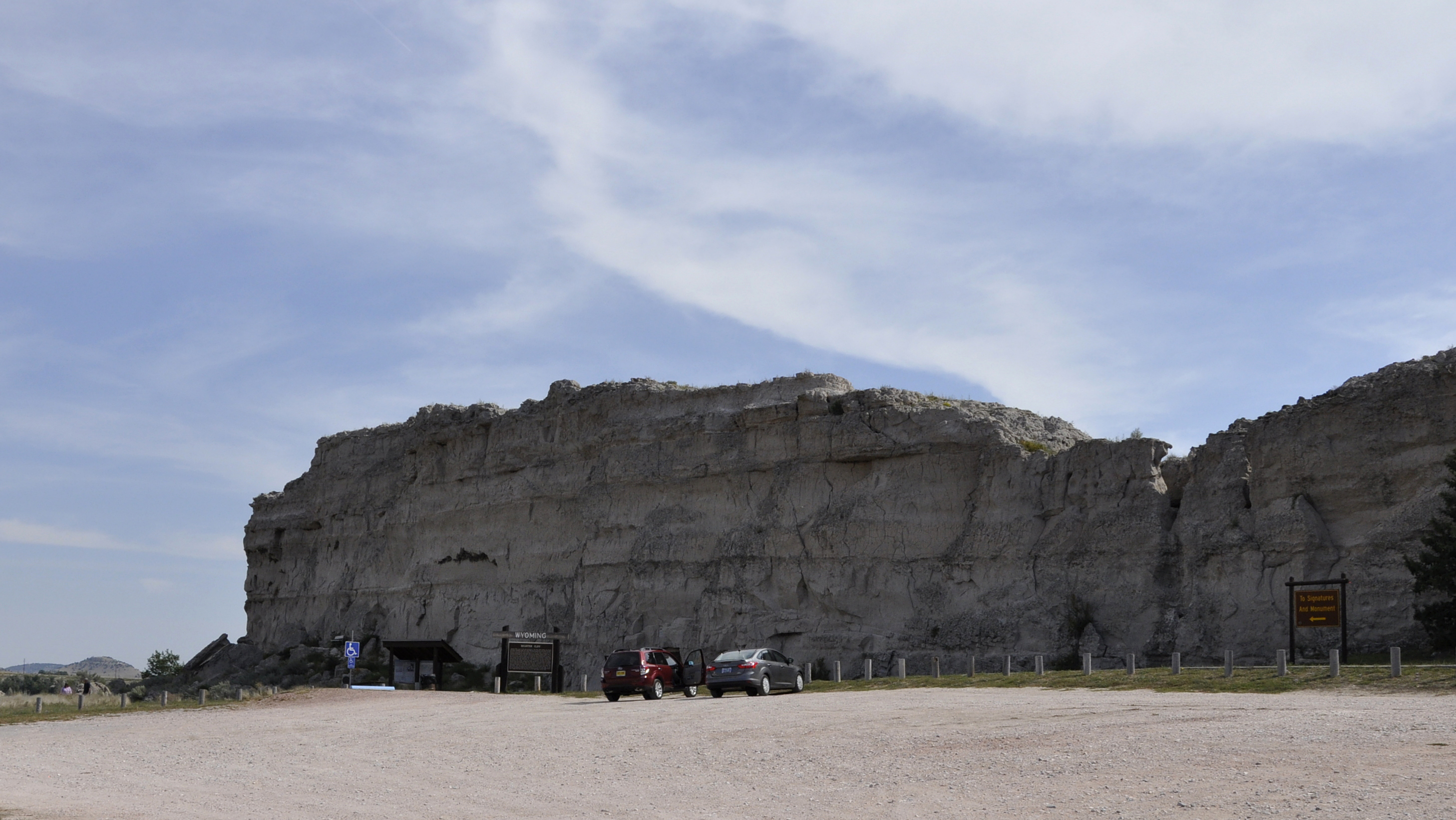
Register Cliff

Register Cliff is een klif uit zandsteen bij Guernsey in de Amerikaanse staat Wyoming. Zoals Independence Rock, Devil's Gate en Split Rock was deze plek het meest oostelijk gelegen herkenningspunt in Wyoming voor de pioniers op de Oregon Trail, prominent aanwezig in het landschap. 

## Register Cliff en de tocht naar het westen
Honderden migranten registreerden hun naam in de klif die op weg waren naar een gebied dat men toen Oregon Country noemde. De inscripties ontstonden voornamelijk tussen 1841 en 1869, toen de Oregon Trail intensief werd gebruikt door naar schatting meer dan 500 000 migranten. Ook migranten die verder westwaarts andere routes volgden (de Mormon Trail en California Trail) kwamen hier voorbij. Een groot deel van hen kwam uit de staat Ohio. De eerste inscripties werden achtergelaten in het begin van de 19e eeuw door pelsjagers.
Bij aankomst hier waren ze zeker dat ze op weg waren naar South Pass en niet naar de bergen van de Rocky Mountains die een onoverbrugbaar obstakel vormden. De vlakbij gelegen North Platte zorgde voor drinkwater voor mens en dier. De pioniers kampeerden hier en er was snel nood aan een begraafplaats. Op een paar honderd meter afstand lag van 1860 tot 1861 een station van de Pony Express. Een ander relict van de migrantentrek zijn de wagensporen van de Oregon Trail in Guernsey. 
Alvah H. Untank, een negentienjarige knaap op weg naar de goudvelden van Californië, liet in 1850 hier zijn naam achter. Hij overleed zoals duizenden anderen aan cholera dat hij opliep door de onhygiënische toestanden tijdens de tocht.

## Guernsey en Frederick
Charles A. Guernsey, naar wie de plaats is genoemd, kwam hier toe in 1880. Vanuit Colorado dreef hij vee naar deze plek. Hij stichtte de Guernsey Cattle Company aan de voet van Register Cliff en zijn ranch bleef bestaan tot 1926. Later vestigde zich hier de familie van Henry Frederick en zij zijn anno 2016 nog steeds veehouders. Henry Frederick schonk Register Cliff in 1932 aan de staat Wyoming. Dankzij hem is de rots toegankelijk voor het publiek. Sinds 1970 staat Register Cliff op de lijst van het National Register of Historic Places.

## Galerij

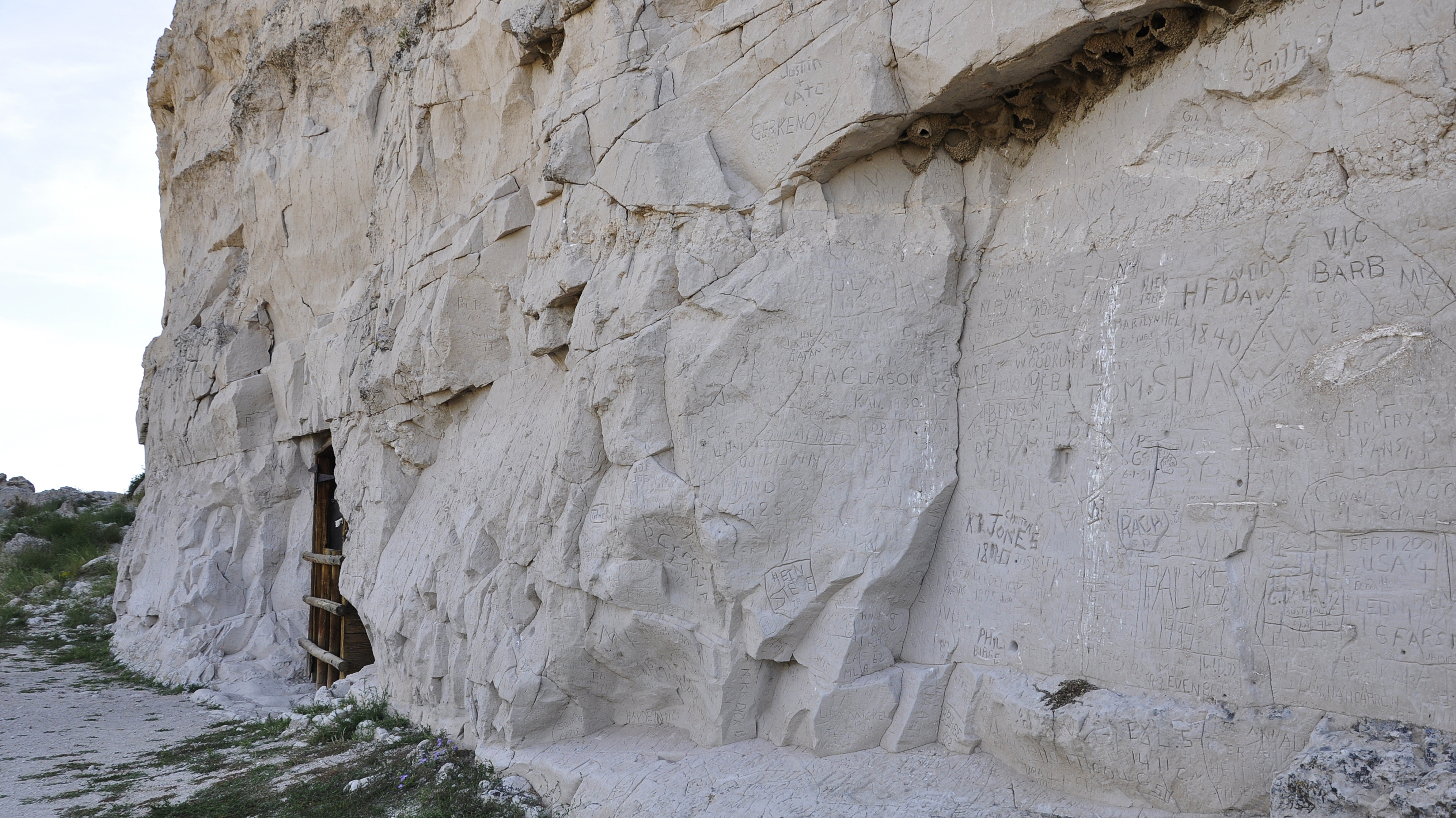
Inscripties en een in de rotswand uitgehakte bergplaats
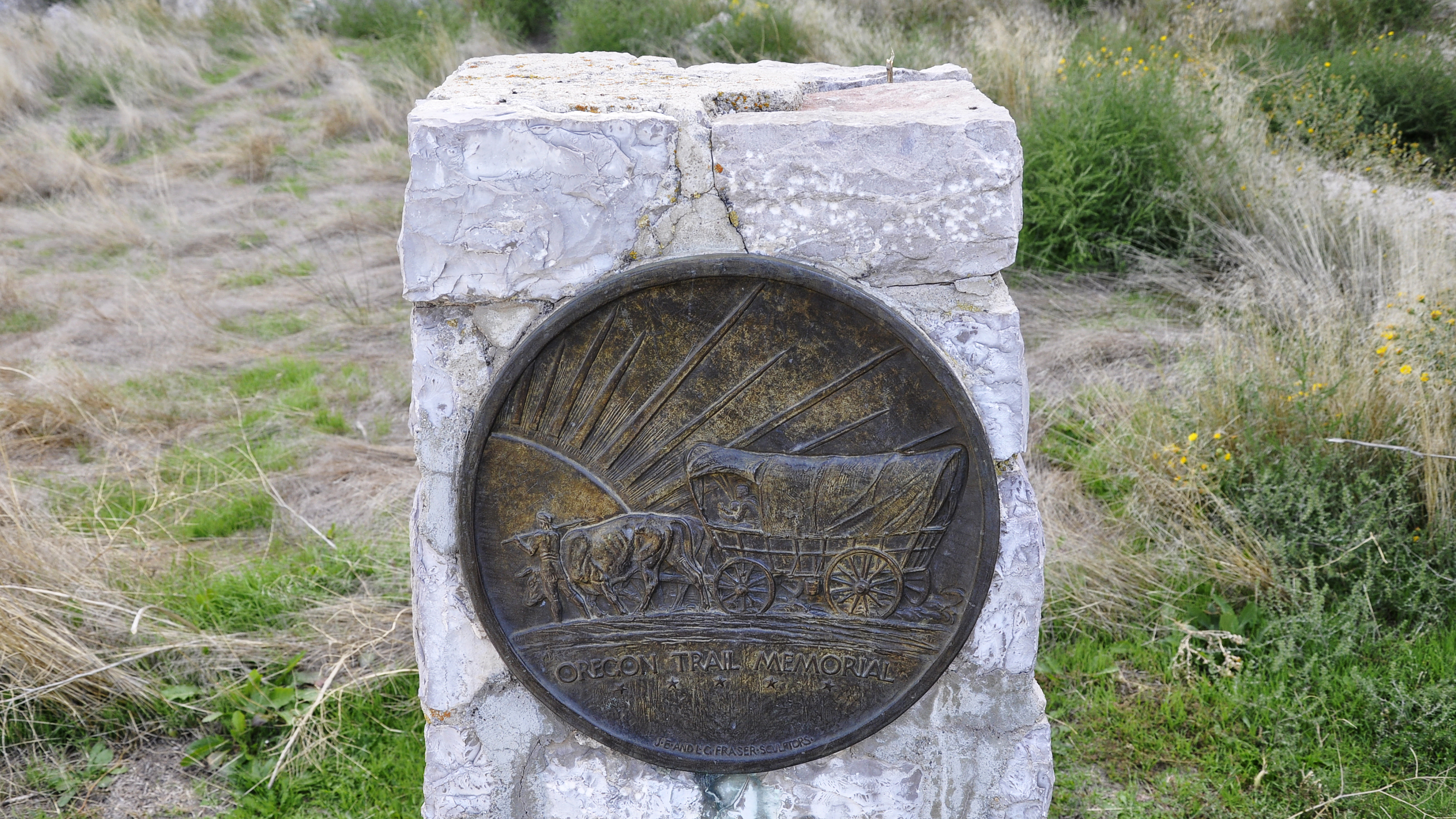
Gedenksteen voor de Oregon Trail bij Register Cliff